# Бель (гміна Острув-Мазовецька)
Бель (пол. Biel) — село в Польщі, у гміні Острув-Мазовецька Островського повіту Мазовецького воєводства.
Населення — 293 особи (2011).
У 1975-1998 роках село належало до Остроленцького воєводства.

## Демографія
Демографічна структура станом на 31 березня 2011 року:
|          | Загалом | Допрацездатний вік | Працездатний вік | Постпрацездатний вік |
| -------- | ------- | ------------------ | ---------------- | -------------------- |
| Чоловіки | 155     | 36                 | 102              | 17                   |
| Жінки    | 138     | 23                 | 81               | 34                   |
| Разом    | 293     | 59                 | 183              | 51                   |